# Valentina Kovpan
Valentina Ivanovna Kovpan (Petroostriv, 28 de fevereiro de 1950) é uma arqueira ucrânia, medalhista olímpica.

## Carreira
Valentina Kovpan representou seu país nos Jogos Olímpicos em 1976, ganhando a medalha de prata no individual em 1976.